# Coordonnées grassmanniennes
Les coordonnées grassmanniennes sont une généralisation des coordonnées plückeriennes qui permettent de paramétrer les sous-espaces de dimension {\displaystyle k} de l'espace vectoriel {\displaystyle \mathbb {R} ^{n}} par un élément de l'espace projectif de l'espace vectoriel des produits extérieurs des familles de {\displaystyle k} vecteurs de {\displaystyle \mathbb {R} ^{n}}.

## Le plongement plückerien
Le plongement plückerien est un plongement naturel de la variété grassmannienne {\displaystyle G(k,n)} dans l'espace projectif {\displaystyle P(\Lambda ^{k}(\mathbb {R} ^{n}))} :
Ce plongement est défini comme suit :
si {\displaystyle W} est un sous-espace de dimension {\displaystyle k} de {\displaystyle \mathbb {R} ^{n}}, on définit d'abord une base {\displaystyle (e_{1},\ldots ,e_{k})} de {\displaystyle W}, puis on forme le produit extérieur {\displaystyle \phi (W)=e_{1}\wedge \cdots \wedge e_{k}.}
Ce produit extérieur dépend de la base, mais comme deux familles de {\displaystyle k} vecteurs engendrent le même sous-espace vectoriel si et seulement si leurs produits extérieurs sont colinénaires, un passage au quotient fait de {\displaystyle \psi } un plongement de {\displaystyle G(k,n)} dans l'espace projectif de l'espace des produits extérieurs (de dimension {\displaystyle C_{n}^{k}-1,}).
Ce plongement est naturellement injectif car on obtient {\displaystyle W} comme le sous-espace de dimension {\displaystyle k} des vecteurs {\displaystyle w}  satisfaisant à {\displaystyle w\wedge \phi (W)\ =0}.
Lorsque  {\displaystyle k=2,n=4} on retrouve les coordonnées plückeriennes.
D'autre part les images de la grassmannienne satisfont une relation polynomiale quadratique assez simple, appelée la relation de Plücker ; de sorte que la grassmannienne se réalise par ce biais comme une sous-variété de {\displaystyle \mathbf {P} (\wedge ^{k}(\mathbb {R} ^{n}))}.
Les relations de Plücker s'obtiennent en prenant deux sous-espaces vectoriels {\displaystyle k}-dimensionnels W et V de {\displaystyle \mathbb {R} ^{n}} respectivement munis des bases {\displaystyle (w_{1},\cdots ,w_{k})} et {\displaystyle (v_{1},\cdots ,v_{k})}. Alors, dans le système de coordonnées homogènes de {\displaystyle \mathbf {P} (\wedge ^{k}(\mathbb {R} ^{n}))}, on a pour tout {\displaystyle r\in \{1,\cdots ,k\}} :
Dans le cas de la dimension {\displaystyle n=4} et des coordonnées de Plücker ({\displaystyle k=2}), on obtient une seule équation, qui s'écrit :